# 劉海賓
劉海賓（？—783年11月6日），唐朝彭城人。
刘海宾以义侠闻名。为泾原兵马将，与段秀实友善。以战功兼御史中丞。建中元年（780年）五月，朱泚等将刘文喜包围在泾州。刘文喜让部将刘海宾入朝上奏。刘海宾对唐德宗说：“我是陛下在藩邸时的部曲，怎肯依附叛逆之臣，我一定要为陛下将刘文喜斩首示众，并献给朝廷。但刘文喜现在所求，不过是当节度使而已，希望陛下暂时满足，刘文喜必会懈怠，这样，我计可施。”德宗说：“官爵不能随便与人，你能效命很好，但节度使一职，他不能得到。”德宗让刘海宾回去告知刘文喜不能授节。当时，吐蕃刚与唐朝交好，不肯为刘文喜派兵，泾州城中形势窘困。五月廿七日，刘海宾派儿子刘光国斩杀刘文喜，传首京城。六月初八，加试殿中监刘海宾兼御史中丞封乐平郡王，赠太子太保，实封百户。刘光国拜左骁卫大将军，封五原郡王。建中四年（783年）泾原兵变，朱泚被乱军拥为主公，占据长安，德宗逃到奉天（今陕西省乾县）。司农卿段秀实暗中联合左骁卫将军刘海宾、泾原都虞候何明礼、孔目官岐灵岳，与他们计议诛杀朱泚，迎接德宗。段秀实让刘海宾、何明礼暗中联络军中的将士，准备使他们从外部响应。段秀实说：“韩旻一回来，我辈是要无一幸免的了。我自当直接与朱泚搏斗，将他杀死，若不能成功，便一死了之，终究不能作朱泚的臣属的！”十月初七，朱泚传召李忠臣、源休、姚令言以及段秀实等人商议称帝事宜，刘海宾从靴中取匕首，为其所发觉，于是不得靠前。段秀实猛然站起，夺去源休的象牙朝笏，走上前去，唾朱泚的脸，放声大骂。用朝笏击打朱泚，朱泚用手抵挡笏击，朝笏只击中了朱泚的额头，血花溅到地上。朱泚与段秀实呼喝着相互搏斗，他的侍从由于事出仓猝，惊慌不知如何是好。刘海宾不敢上前，乘着混乱逃走。李忠臣前去帮助朱泚，朱泚得以脱身逃走。众人争着上前去杀害了段秀实，刘海宾穿着丧服逃走，过了两天，朱泚将他捕杀。